# Sinodelphys
Sinodelphys (gr. "zarigüeya china") es un género extinto de mamíferos metaterios que vivió en la provincia de Liaoning en China. De hecho, es el marsupial más antiguo, más que cualquier marsupial que haya vivido en Norteamérica. Solo se ha descrito una especie, Sinodelphys szalayi, la cual existió hace 130 millones de años. El fósil fue encontrado en el 2003 por una expedición conjunta de científicos estadounidenses y chinos, entre ellos, Zhe-Xi Luo y John Wible. 
Este mamífero coexistió con el euterio Eomaia, en la misma provincia de China y en el mismo período geológico.
Es posible que fuera un insectívoro y que cazara a sus presas en los bosques de la China cretácea. Tenía 15 centímetros de longitud y pesaba unos 30 gramos.

## Taxonomía
El análisis cladístico resulta así:
|  | Sinodelphys szalayi |
|  |                     |
|  | Otros metaterios    |
|  |                     |

|  | Juramaia sinensis |
|  | |
|  | Montanalestes keeblerorum                                                                                             |
|  | |
|  | \| \| Murtoilestes abramovi \| \| \| \| \| \| Eomaia scansoria \| \| \| \| \| \| Prokennalestes trofimovi \| \| \| \| |
|  | |
|  | Otros placentarios |
|  | |
|  | Murtoilestes abramovi                                                                                                 |
|  | |
|  | Eomaia scansoria |
|  | |
|  | Prokennalestes trofimovi                                                                                              |
|  | |

|  | Murtoilestes abramovi    |
|  |                          |
|  | Eomaia scansoria         |
|  |                          |
|  | Prokennalestes trofimovi |
|  |                          |

|  | Sinodelphys szalayi |
|  |                     |
|  | Otros metaterios    |
|  |                     |

|  | Juramaia sinensis |
|  | |
|  | Montanalestes keeblerorum                                                                                             |
|  | |
|  | \| \| Murtoilestes abramovi \| \| \| \| \| \| Eomaia scansoria \| \| \| \| \| \| Prokennalestes trofimovi \| \| \| \| |
|  | |
|  | Otros placentarios |
|  | |
|  | Murtoilestes abramovi                                                                                                 |
|  | |
|  | Eomaia scansoria |
|  | |
|  | Prokennalestes trofimovi                                                                                              |
|  | |

|  | Murtoilestes abramovi    |
|  |                          |
|  | Eomaia scansoria         |
|  |                          |
|  | Prokennalestes trofimovi |
|  |                          |